# Salvador Benedicto
Salvador Benedicto est une localité de la province du Negros occidental, aux Philippines. En 2015, elle comptait 25 662 habitants.